# Sunfeast Open

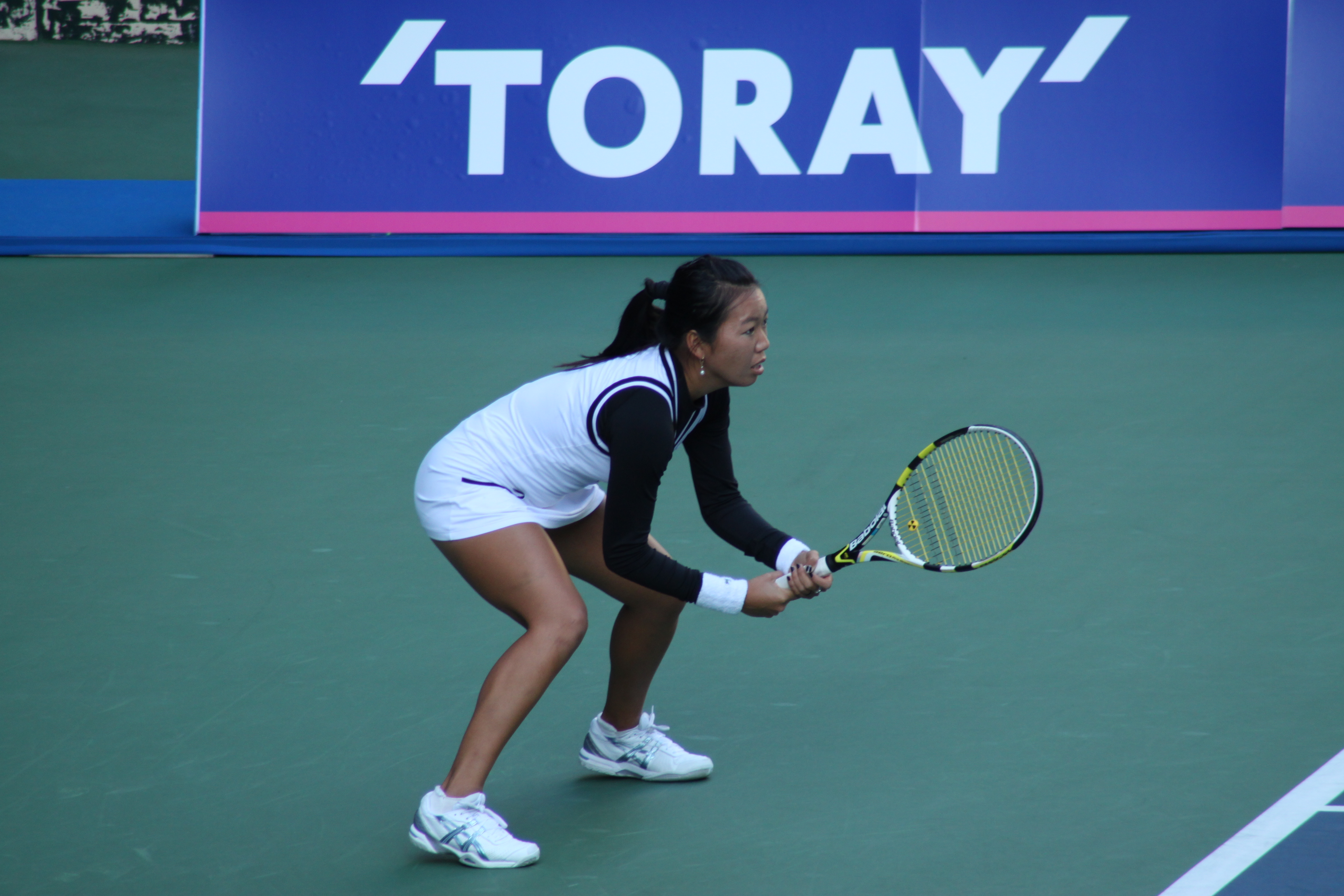
Ваня Кинг из США — чемпионка парного турнира 2007 года.

Sunfeast Open — профессиональный женский теннисный турнир, проходивший в сентябре 2005—2007 годов в Калькутте, Индия под эгидой WTA и местной теннисной федерации.
Соревнование игралось на кортах с хардовым покрытием в зале.

## История турнира
Турнир организован индийской теннисной федерацией накануне сезона-2005. Этот и два следующих соревнования имели 3-ю категорию по градации WTA и проходили в Калькутте.
Турнир-2008 первоначально планировалось провести в Мумбае, из-за того, что организаторы не смогли договориться с WTA о переносе сроков турнира с первоначальной даты, пересекавшейся с праздником Дурга-пуджа; однако позже соревнование и вовсе было решено отменить.

### Победители и финалисты
Турнир в Калькутте был весьма удачен для представителей бывшего СССР: четыре из шести вакансий в одиночных финалах и шесть из двенадцати в парных пришлись на их счёт.
За историю одиночного турнира ни одной теннисистке не удалось побывать в финале дважды. В решающих играх в этом разряде чемпион быстро доказывал своё преимущество над финалистом — проигравшие финальный матч брали в нём, в лучшем случае, по четыре гейма и дважды уступали сет, не взяв ни одного. В парных финалах ситуация выглядит схожим образом.
Две из трёх побед в одиночных турнирах на счету россиянок.
За историю парного турнира ни одной теннисистке также не удалось побывать в его финале дважды.
Дважды в финал пробивался мононациональный дуэт — россиянки Елена Лиховцева и Анастасия Мыскина победили в 2005-м, а украинки Юлиана Федак и Юлия Бейгельзимер уступили годом спустя.
Единожды турнир покорился в один год одной теннисистке и в одиночном и в парном разряде: подобное достижение удалось Анастасии Мыскиной в 2005 году. Два года спустя её достижение могла повторить Мария Корытцева, но уступила оба финала.
Местные теннисистки играли в финалах только парных турниров: сёстры Уберой играли в решающем матче в 2005 году, а Саня Мирза — в 2006-м.

### Изменения призового фонда
| Годы      | Размер фонда |
| --------- | ------------ |
| 2005      | 170 000 USD  |
| 2006-2007 | 175 000 USD  |

## Финалы прошлых лет

### Одиночные турниры
| Год  | Чемпион           | Финалист        | Счёт финала |
| ---- | ----------------- | --------------- | ----------- |
| 2007 | Мария Кириленко   | Мария Корытцева | 6-0 6-2     |
| 2006 | Мартина Хингис    | Ольга Пучкова   | 6-0 6-4     |
| 2005 | Анастасия Мыскина | Каролина Шпрем  | 6-2 6-2     |

### Парные турниры
| Год  | Чемпион                           | Финалист                         | Счёт финала |
| ---- | --------------------------------- | -------------------------------- | ----------- |
| 2007 | Ваня Кинг Алла Кудрявцева         | Альберта Брианти Мария Корытцева | 6-1 6-4     |
| 2006 | Лизель Хубер Саня Мирза           | Юлия Бейгельзимер Юлиана Федак   | 6-4 6-0     |
| 2005 | Елена Лиховцева Анастасия Мыскина | Неха Уберой Шиха Уберой          | 6-1 6-0     |